# レベッカ・ブラウン
レベッカ・ブラウン（Rebecca Brown, 1956年 - ）は、アメリカ合衆国の女性小説家。レズビアンである事を公表しているが、誕生日は公開していない。

## 経歴
アメリカ合衆国西部のワシントン州に生まれ、ピュージェット湾近郊の文学コミュニティで文学活動や教鞭を執っていた。シアトルにある非営利団体リチャード・ヒューゴー・ハウスでも文学の授業をしていた。1994年に出版した『体の贈り物』でLGBT関連の作品に贈られるラムダ文学賞を受賞した他、ボストン書評家賞も受賞した。作品は基本的に同性愛が主題となっているものが多い。

## 主な作品
以下の作品は全て柴田元幸による翻訳である。彼の翻訳により、本国アメリカ以上に日本での人気が高いといわれる。
- 私たちがやったこと （Annie Oakley's Girl, 1993年）
- 体の贈り物  （The Gifts of the Body, 1995年）
- 犬たち  （The Dogs: A Modern Bestiary, 1998年）
- 家庭の医学  （Excerpts from a Family Medical Dictionary, 2003年）
- 若かった日々  （The End of Youth, 2003年）